# Cyrtandra lydgatei
Cyrtandra lydgatei är en tvåhjärtbladig växtart som beskrevs av Wilhelm B. Hillebrand. Cyrtandra lydgatei ingår i släktet Cyrtandra och familjen Gesneriaceae. Inga underarter finns listade i Catalogue of Life.